# ERF 1
ERF 1 (ehemalige Eigenschreibweisen ERF eins oder ERF.TV) war der Fernsehkanal (ERF Fernsehen) von ERF Medien (bekannt unter dem früheren Namen Evangeliums-Rundfunk) mit Sitz in Wetzlar. Im März 2009 wurde der Sender zum 24-Stunden-Programm ausgebaut (über ASTRA digital und im Internet als Livestream zu empfangen sowie über verschiedene Kabelanbieter). Der Sender finanzierte sich ausschließlich durch Spenden. Ziel war es, Christen ein vertiefendes Angebot zu christlichen Themen zu bieten und ein niederschwelliges Angebot für Menschen zu bieten, die dem christlichen Glauben bisher fernstehen.

## Geschichte
Die Anfänge der Fernseharbeit des ERF liegen in den späten 70er Jahren. Damals begann der ERF, die Rechte an international erfolgreichen christlichen Kinderfilmen zu kaufen, sie zu synchronisieren und zu verleihen. Sendemöglichkeiten ergaben sich erst mit der Öffnung des Fernsehmarktes in Deutschland für private Anbieter, als mit dem Start des Kabelpilotprojekts in Rheinland-Pfalz erstmals Fernsehsendungen ausgestrahlt wurden. Mit dem Start neuer privater Fernsehsender wurden mehr christliche Programme vom Evangeliums-Rundfunk produziert und zugeliefert. Mit dem Start von Bibel TV im Jahr 2002 wurde das Fernsehangebot des ERF ausgeweitet.
Als Mitgesellschafter bestritt der ERF einen wesentlichen Teil des Programms von Bibel TV. Seit Januar 2006 wurden sie in dem täglich zweistündigen Programmfenster UnsERFeierabend zusammengefasst. Teil dieser Sendestrecke waren die bereits länger eingeführten Fernsehformate Hof mit Himmel und Gott sei Dank!, die außerdem auch auf dem Spielfilmsender Das Vierte und in mehreren regionalen Kabelnetzen ausgestrahlt wurden. Im Juli 2008 wurde das Programm von ERF Medien eigenständig lizenziert und startete am 1. März 2009 mit dem 24-stündigen Fernsehprogramm ERF eins (später ERF 1), das über ASTRA digital ausgestrahlt wurde. Seit 1. April 2009 wird der Sender im Netz von KabelDeutschland auf dem Sendeplatz Nummer 210 eingespeist. Dort löste er den ehemaligen Gamingsender GIGADigital TV ab, der am 31. März 2009 den Sendebetrieb einstellte. Seit Mitte Mai 2007 wird ERF Fernsehen auch als Livestream über das Internet verbreitet.
Als eigenständiges Programm wurde der Sender zum 1. Juli 2014 eingestellt, da die erhoffte Reichweite nicht erzielt worden sei. Seitdem wird das Programm als ERF Web-TV weitergeführt und Teile des Programms über eine Kooperation bei Bibel TV und einigen anderen Privatsendern ausgestrahlt.

## Programminhalte
ERF 1 bot eine breite Palette verschiedener Sendereihen, die sich seit dem Sendestart von ERF eins noch vergrößert hatte. Die Talksendung Hof mit Himmel, die seit längstem laufende Sendereihe, bot Hilfe bei verschiedenen Problemstellungen des Lebens (Sucht, Kindererziehung, Eheprobleme, Krankheiten usw.) Nach der Ausstrahlung der Sendung hatte der Zuschauer die Möglichkeit, sich telefonisch oder per E-Mail mit dem ERF in Verbindung zu setzen und ein kostenloses Infopaket zur Sendung zu bestellen bzw. auch Seelsorge in Anspruch zu nehmen. 
Die Magazinsendung Gott sei Dank bot eine bunte Palette verschiedener Themen rund ums Christsein. Außerdem hatte ERF Fernsehen Sendungen im Programm, die früher im ERF Radio gesendet wurden, etwa das Magazin Calando und die Sendereihe Wort zum Tag. Seit der Sendeschiene auf Bibel TV gab es die Sendereihe Wert(h)e Gäste mit ERF-Direktor Jürgen Werth, das Nachrichtenmagazin ideaTV, das in Zusammenarbeit mit der christlichen Zeitschrift Idea Spektrum entstand, die „erste christliche deutsche Kinderquiz-Show“ JoeMax.TV und Sendungen, die bereits früher privaten Fernsehsendern zugeliefert wurden, wie etwa die Sendereihe Fenster zum Sonntag. Die Talksendung Nikodemus.TV war die Fernsehsendung zu einem Angebot, das der ERF ursprünglich für das Internet konzipiert hat. Idea Spektrum und Nikodemus.TV wurden inzwischen von anderen Sendungen ersetzt.
Ferner wurden Filme mit meist christlichem Inhalt angeboten. Darunter befanden sich auch evolutionskritische Filme wie Evolution: Das große Experiment und Die Geschichte des Lebens.
Für das 24-Stunden-Programm über ASTRA digital waren mehrere neue Programmideen umgesetzt worden. Unter anderem wurden Gottesdienste und Großveranstaltungen wie ProChrist übertragen. Neu war auch, dass der Fernsehkanal unter dem Titel ERF 1 eine Plattform auch für die ERF-Radioprogramme war, d. h., über alternative Tonspuren des Fernsehprogramms waren auch die Programme von ERF Plus, ERF Pop und Life Channel von ERF Schweiz  zu empfangen.
Ob die derzeit geplante Ausstrahlung einzelner Sendungen über Drittsender auch langfristig beibehalten wird, ist von der künftigen Ertragslage des ERF abhängig. Alle Fernsehsendungen des ERF wurden, wie auch die Hörfunkprogramme, aus Spendengeldern finanziert.

Ehemaliges Logo des Senders
Ehemalige Senderkennung für ERF TV
Allgemeines ERF-Logo mit dem Schriftzug Fernsehen
Das Logo vom 1. Dezember 2011 bis zum 1. Juli 2014